# Messina (provins)
Messina var en provins i regionen Sicilien i Italien. Messina var huvudort i provinsen. Provinsen etablerades 1860 i samband med Kungariket Sardiniens annektering av Kungariket Bägge Sicilierna. Provinsen upphörde 2015 när den ombildades till storstadsregionen Messina.

## Världsarv i provinsen
- Isole Eolie (Eoliska öarna) världsarv sedan 2000.
- Senbarockstäder i Val di Noto världsarv sedan 2002.

## Administration
Provinsen Messina var indelad i 108 comuni (kommuner) 2015.